# Dinja van Liere
Dinja van Liere (16 de agosto de 1990) es una jinete neerlandesa que compite en la modalidad de doma. Ganó dos medallas de bronce en el Campeonato Mundial de Doma de 2022.

## Palmarés internacional
| Campeonato Mundial | Campeonato Mundial  | Campeonato Mundial | Campeonato Mundial    |
| Año                | Lugar               | Medalla            | Categoría             |
| ------------------ | ------------------- | ------------------ | --------------------- |
| 2022               | Herning (Dinamarca) | Medalla de bronce  | Individual (especial) |
| 2022               | Herning (Dinamarca) | Medalla de bronce  | Individual (libre)    |